# Arley Rodríguez
Arley José Rodríguez Henry (San Andrés, 13 febbraio 1993) è un calciatore colombiano, attaccante dell'U. César Vallejo.

## Carriera

### Club
Ha giocato nel campionato colombiano.

### Nazionale
Ha rappresentato la nazionale del proprio paese alle Olimpiadi del 2016, scendendo in campo in due occasioni.

## Palmares

### Club

#### Competizioni internazionali
- Recopa Sudamericana: 1

Atlético Nacional: 2017